# Le fils préféré
Le fils préféré is een Franse film van Nicole Garcia die werd uitgebracht in 1994.

## Samenvatting
Côte d'Azur, de jaren negentig van de twintigste eeuw. Jean-Paul Mantegna is ondernemer en zaakvoerder van een hotel. Hij is de zoon van Italiaanse migranten die zich hebben gevestigd in Nice. Francis is zijn oudere broer, Philippe zijn jongere. Raphaël is hun vader. Jean-Paul is in het nauw gedreven: hij zit tot over de oren in de schulden en heeft zich ingelaten met bedrijven die zich bewegen op de rand van de legaliteit. Om zijn financiële problemen op te lossen doet hij een beroep op zijn vader en op zijn broers. Zijn vader is een oude, gepensioneerde zieke man die in het ziekenhuis verblijft en niets voor zijn zoon kan doen. Francis, ooit afgewezen door zijn vader omwille van zijn homoseksualiteit, is leerkracht maar heeft niet de middelen om zijn broer te helpen. Philippe is een in Milaan erg rijk geworden advocaat die weigert Jean-Paul te helpen omdat die vroeger een relatie heeft gehad met zijn vrouw. Jean-Paul is radeloos. Wanhopig neemt hij een heel verregaande en drastische beslissing: hij sluit een levensverzekering af op naam van zijn vader, aan de hand van vervalste documenten.

## Rolverdeling
| Acteur            | Personage                                |
| ----------------- | ---------------------------------------- |
| Gérard Lanvin     | Jean-Paul Mantegna                       |
| Bernard Giraudeau | Francis, de oudste broer van Jean-Paul   |
| Jean-Marc Barr    | Philippe, de jongste broer van Jean-Paul |
| Roberto Herlitzka | Raphaël Mantegna, de vader               |
| Margherita Buy    | Anna Maria                               |
| Pierre Mondy      | de tandarts-woekeraar                    |
| Karin Viard       | Martine                                  |